# هیدنهاوزن
هیدنهاوزن (به آلمانی: Hiddenhausen) یک شهر در آلمان است که در هرفورد واقع شده‌است. هیدنهاوزن ۲۰٬۱۰۵ نفر جمعیت دارد.